# Synema lopezi
Synema lopezi är en spindelart som beskrevs av Jiménez 1988. Synema lopezi ingår i släktet Synema och familjen krabbspindlar. Inga underarter finns listade i Catalogue of Life.